# Bastion Miś
Bastion Miś (niem. Bär) – zabytkowy element XVII-wiecznych fortyfikacji Gdańska w postaci bastionu.

## Położenie
Bastion położony jest na obszarze dzielnicy Śródmieście, a konkretniej na południowym krańcu Dolnego Miasta, nad dawną fosą w postaci Opływu Motławy. Połączony jest kurtynami z dwoma sąsiadującymi bastionami – od zachodu z Bastionem Wyskok, a od wschodu z Bastionem Królik. Bastion położony jest na terenie Parku nad Opływem Motławy.

## Charakterystyka
Jeden z czternastu bastionów typu staroholenderskiego, którymi obwarowano dookolnie Gdańsk w latach 1622-1636 oraz jeden z pięciu tego typu obiektów istniejących w Gdańsku do dziś. Posiada konstrukcję dwupoziomową, składa się z wału niskiego i wysokiego. Nie posiadał kazamat w swoim wnętrzu. Obiekt fortyfikacyjny mający postać nasypu ziemnego na planie pięcioboku, pokrytego darnią. We wnętrzu bastionu znajdowała się niezachowana wartownia, obecnie wnętrze bastionu pomiędzy wałami jest zabudowane. Kontury obiektu zostały zniekształcone. Obiekt porośnięty jest drzewami: klonami, kasztanowcami i jesionami.